# Eomenacanthus stramineus
Eomenacanthus stramineus – pasożyt należący obecnie do Phthiraptera, według dawnej systematyki należał do wszołów. Jest najczęściej spotykanym pasożytem kur, indyków, bażantów.
Samiec długości 2,8 mm, samica 3,3 mm. Są zabarwienia słabo żółtego. Charakteryzują się stosunkowo małą głową i wydłużonym tułowiem. Bytują na całym ciele na skórze. Głównie w miejscach mniej opierzonych a więc w okolicy otworu stekowego, na udach i piersiach. Odżywiają się piórami, rzadko krwią. Jest pasożytem kosmopolitycznym.